# Tomasz Russocki
Tomasz Russocki (Rusocki) z Brzezia herbu Zadora – pisarz ziemski krakowski w latach 1785–1792, pisarz grodzki oświęcimski w 1774 roku, konsyliarz konfederacji radomskiej Księstw Oświęcimskiego i Zatorskiego w 1767 roku.